# Estivareilles (Loire)
Estivareilles é uma comuna francesa na região administrativa de Auvérnia-Ródano-Alpes, no departamento de Loire. Estende-se por uma área de 22,56 km². Em 2010 a comuna tinha 698 habitantes (densidade: 30,9 hab./km²).